# Remei Sipi Mayo

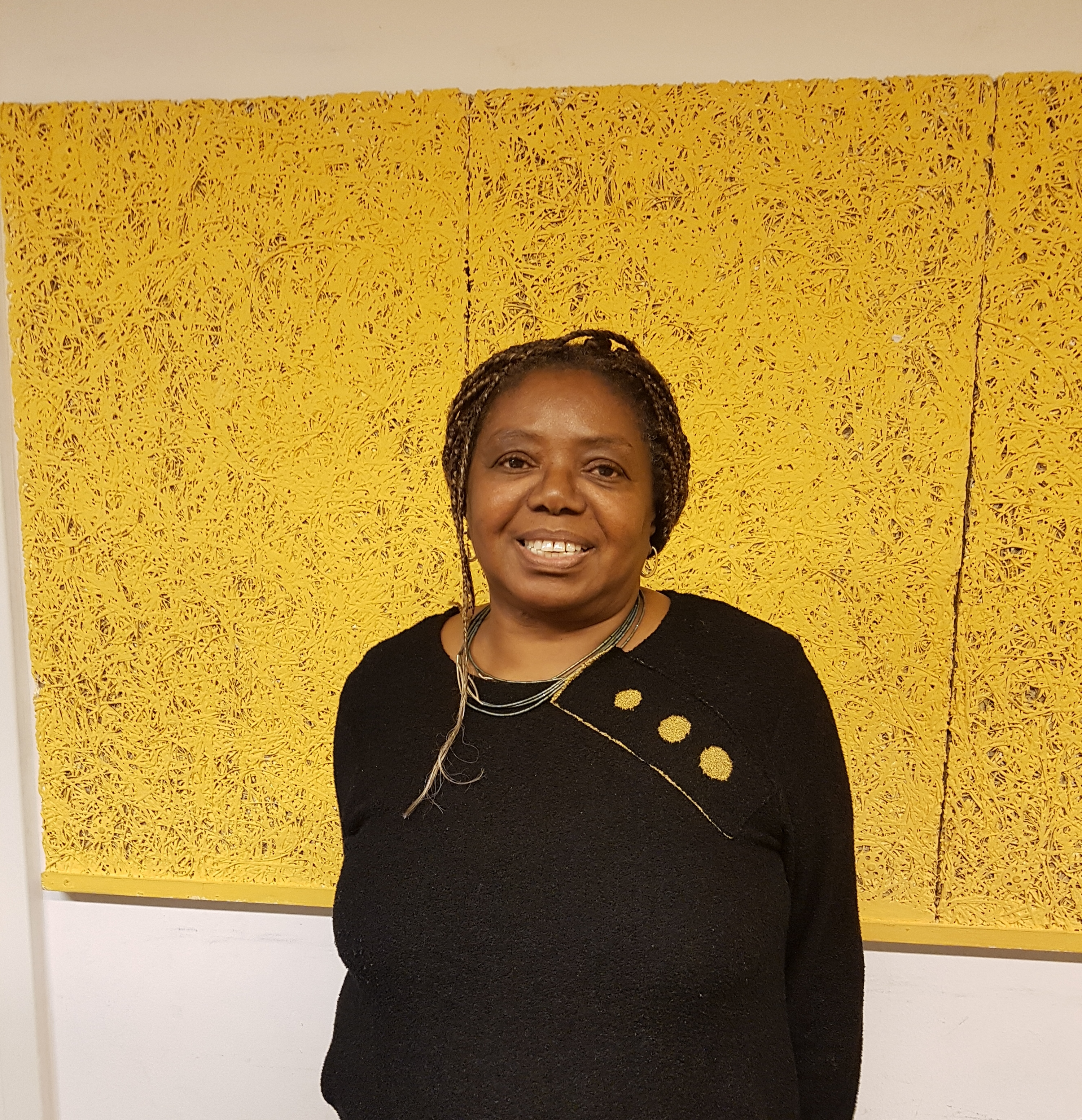
Remei Sipi Mayo, 2019

Remei Sipi Mayo (* 1952 in Bioko, Äquatorialguinea) ist Aktivistin, Schriftstellerin, Essayistin und Verlegerin aus Äquatorialguinea. Sie macht mit ihrer Arbeit und ihrem Aktivismus die Vielfalt von afrikanischen Frauen sichtbar und setzt sich für deren Rechte ein.

## Leben und Ausbildung
Remei Sipi wurde 1952 im Dorf Rebola, auf der Insel Bioko, in Äquatorialguinea geboren. Sie kommt aus der Ethnie der Bubis, welche matrilinear organisiert ist. Die Frauen haben die Kontrolle über wesentliche Lebensgüter und die Verwandtschaft wird durch die Mutterlinie aufgebaut. Die Rechte von Frauen spielen deswegen schon ihr ganzes Leben lang eine wichtige Rolle. 1968 zog Remei Sipi von Äquatorialguinea nach Spanien und absolvierte dort verschiedene Ausbildungen. Sie studierte öffentliche Verwaltung und machte in Barcelona eine Ausbildung zur Erzieherin, woraufhin sie zwei Kindergärten aufbaute und diese auch leitete. Allmählich entdeckte sie ihre Leidenschaft für Literatur. Von der Arbeit im Kindergarten zog sie sich schließlich ganz zurück und widmet sich seitdem, dem literarischen Aktivismus und Feminismus. Für 15 Jahre arbeitete sie in der Denkfabrik CIDOB, in Barcelona, welche sich mit Forschungen im Bereich der Internationalen Beziehung und Entwicklungszusammenarbeit befasst. Bis zu ihrer Pensionierung war Remei Sipi außerdem als Mitarbeiterin im Justizministerium von Katalonien tätig. Remei Sipi lebt in Barcelona und besucht regelmäßig nationale und internationale Konferenzen.

## Aktivismus
Remei Sipi ist eine Verteidigerin der Rechte für Migranten und kämpft gegen strukturelle Gewalt, Vorurteile, Diskriminierungen und Rassismus. Sie hat unterschiedliche Vereine mitbegründet und war darin als Präsidentin, Vizepräsidentin und als Pressesprecherin tätig. Außerdem ist sie literarisch tätig und gibt anderen, durch die Arbeit in ihrem Verlag, die Möglichkeit ihre Werke zu veröffentlichen.

### Frauen- und Menschenrechte
Besonders engagiert sich Remei Sipi in den Bereichen Einwanderung, Geschlecht und Familienzusammenführung. Sie ist in unterschiedlichen Frauenorganisationen aktiv; dazu gehören die Vereine E’Waiso Ipola und Yemanyá. Das Ziel von Remei Sipi ist es, das Leben von Frauen aus Afrika, Lateinamerika und Asien in Spanien sichtbar zu machen. Die Frauen sollen nicht als marginalisierte Andere am Rand der Gesellschaft existierten, sondern die Möglichkeit einer Ausbildung bekommen, um ihr Leben selbstständig und selbstbestimmt zu führen. Von den Vereinen werden sie über ihre Rechte und Pflichten in Spanien informiert. Außerdem dienen diese auch zur Vernetzung der Frauen untereinander. Obwohl die Hintergründe der Frauen sehr unterschiedlich sind, helfen sie zusammen und unterstützen einander.

### Tätigkeit als Autorin
Für Remei Sipi ist es wichtig, dass Geschichten, welche in Afrika von großer Bedeutung sind, aufgeschrieben werden und somit nicht in Vergessenheit geraten. Durch diese Erzählungen können Verbindungen zur eigenen Herkunft aufrechterhalten bleiben, oder neu hergestellt werden. Aus diesen Gründen sammelt Sipi Geschichten, schreibt diese auf und veröffentlicht sie. Neben afrikanischen Geschichten schreibt sie auch Bücher und Artikel über Migration und afrikanische Frauen. Sie schreibt auf Spanisch und Katalanisch; bis jetzt wurde noch keines ihrer Bücher in andere Sprachen übersetzt, aber sie wird regelmäßig auf internationale Konferenzen eingeladen, wie zum Beispiel die Literaturwoche Äquatorialguinea, welche jährlich in Wien stattfindet. Ihr aktuellstes Buch wurde 2018 veröffentlicht und trägt den Titel Mujeres africanas: Más allá del tópico y de la Jovialidad. Es handelt sich um eine Sammlung von Essays, mit dem Ziel, mit den Vorurteilen der westlichen Kommunikationsmedien zu brechen, welche Frauen aus Afrika durchwegs als passive Opfer darstellen.

### VerlagEditorial Mey
Der Verlag heißt Editorial Mey und wurde 1995 in Barcelona von Norberto Masa Akapo und Remei Sipi gegründet. Es werden vor allem Autorinnen aus Äquatorialguinea verlegt, aber auch Autoren aus anderen Ländern. Die Genres der Bücher sind sehr vielfältig und gehen von Biografien bis hin zu Lyrik. Das Ziel des Verlages ist es, dem Fehlen afrikanischer Autoren im spanischen Literaturmarkt entgegenzuwirken. Das erste Buch, das Remei Sipi verlegt hat, war ein Buch, das sie über die Verfassung von Äquatorialguinea geschrieben hat. Niemand wollte es publizieren. Die Veröffentlichung des Buches war ihr aber so wichtig, dass sie es schlussendlich selbst gemacht hat. Die Kosten für das Publizieren der Bücher müssen zu 50 % von den Autoren getragen werden, die restlichen 50 % stellt Remei Sipi zur Verfügung. Die Werke werden in zwei auf Afrika spezialisierten Buchhandlungen, im Internet und auf Ausstellungen verkauft. Bis 2017 wurden insgesamt 19 Bücher herausgebracht. Zu den Autoren, welche vom Verlag Editorial Mey publiziert wurden, zählen zum Beispiel Trifonia Melibea Obono und Joaquín Mbomío Bacheng.

## Werke
- Las Mujeres africanas: incansables creadoras de estrategias para la vida. L'Hospitalet: Mey, 1997.
- Inmigración y género - el caso de Guinea Equatorial. Donostia: Hirugarren Prentsa, 2004.
- Cuentos africanos. Barcelona: Ediciones Carena, 2005.
- Les dones migrades: apunts, històries, reflexions, aportacions. Remei Sipi, Mariel Araya, Institut Català de la Dona. Barcelona: Institut Català de la Dona, 2005.
- El secreto del bosque: un cuento africano. Barcelona: Clavell Cultura, 2007.
- Voces femeninas de Guinea Ecuatorial: una antología. Barcelona: Editorial Mey, 2015.
- Baiso: ellas y sus relatos. Remei Sipi, Nina Bokesa Camó, Trifonia Melibea Obono. Barcelona: Editorial Mey, 2015.
- Mujeres Africanas más allá del tópico de la jovialidad. Barcelona: Wanafrica Ediciones, 2018.